# Kõue (obec)
Obec Kõue (estonsky Kõue vald) je bývalá samosprávná obec náležející do estonského kraje Harjumaa. Byla zrušena při správní reformě v roce 2017 a začleněna do samosprávné obce Kose.

## Obyvatelstvo
Obec Kõue měla přibližně šestnáct set obyvatel žijících v celkem 38 vesnicích Aela, Alansi, Ardu, Habaja, Harmi, Kadja, Kantküla, Katsina, Kirivalla, Kiruvere, Kukepala, Kõrvenurga, Kõue, Laane, Leistu, Lutsu, Lööra, Marguse, Nutu, Nõmmeri, Ojasoo, Pala, Paunaste, Paunküla, Puusepa, Rava, Riidamäe, Rõõsa, Saarnakõrve, Sae, Silmsi, Sääsküla, Triigi, Uueveski, Vahetüki, Vanamõisa, Virla a Äksi. Správním centrem obce byla vesnice Ardu.